# Ринхіт вишневий
Ринхіт вишневий  (Rhynchites auratus) — жук родини ринхітид. Шкідник кістянкових плодових культур з родини айстрових, найчастіше — вишні й черешні. Личинка розвивається у недозрілих плодах.

## Назва
Інколи жука називають абрикосовим слоником, вишневим довгоносиком або ж трубкокрутом. Це данина традиції. Адже рід Rhinchytes давно не включається до родини справжніх довгоносиків (Curculionidae). Назва ж «трубкокрут» для цього виду припустима, лише якщо вважати ринхітид у родині Трубкокрутів (Attelabidae). Фахівці не дійшли одностайної згоди щодо рангу цього таксону. Латинська видова назва «auratus» перекладається як «золотий, позолочений»

## Зовнішній вигляд
Жук завдовжки 5,5–9 мм. Забарвлення золотаво-червоне або золотаво-зелене, металево блискуче з пурпурним полиском.
Основні ознаки:

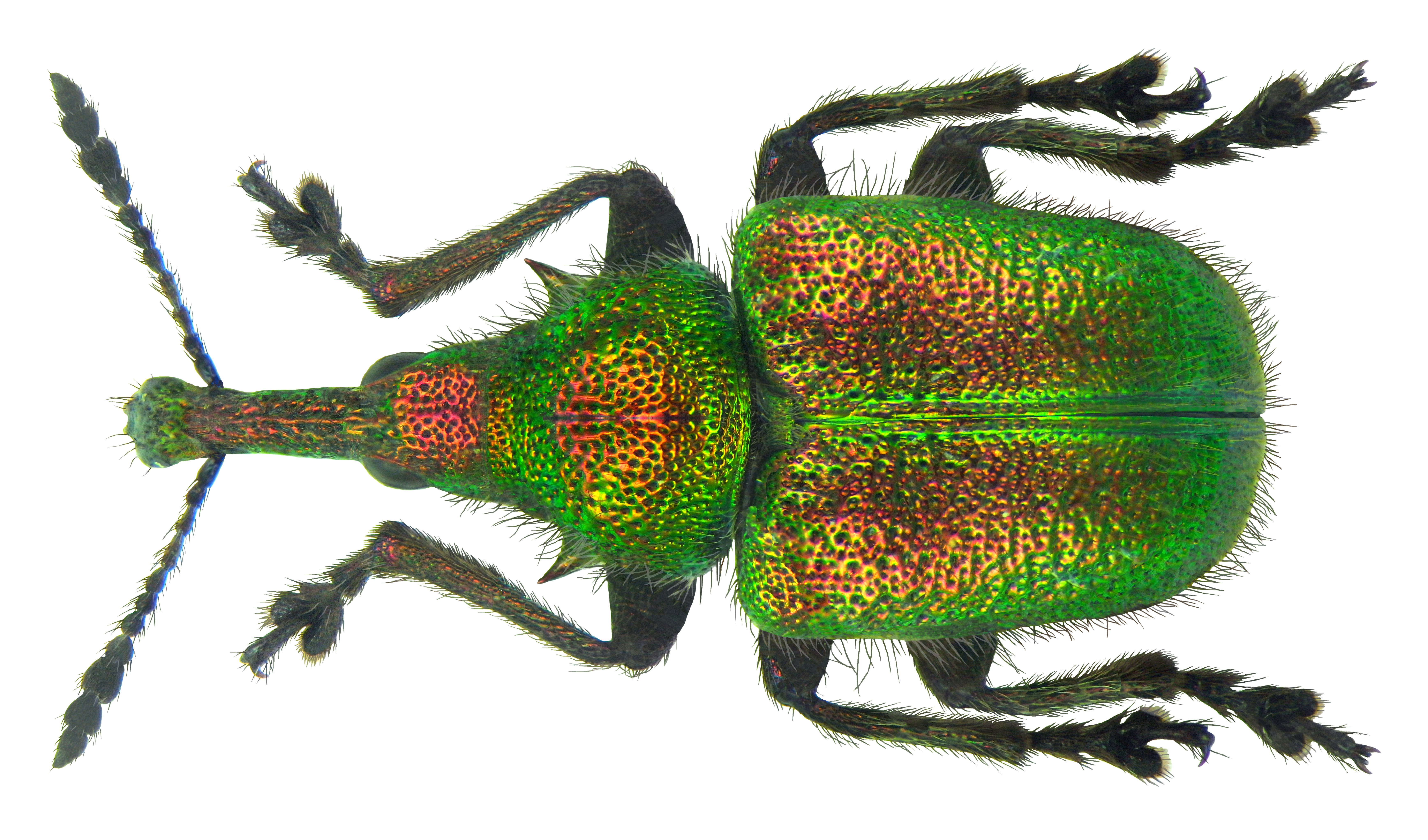
Самці вишневого ринхіта, на відміну від самиць, на обох боках передньогрудей мають довгі гострі шипи, спрямовані убік. Порівняйте це фото з тим, що нагорі — наскільки різними можуть бути зовні жуки одного виду

- тіло вкрите короткими тонкими світлими волосками;
- головотрубка довша від передньоспинки, пурпурна із затемненою вершиною;
- очі невеликі, круглі, слабо опуклі;
- передньоспинка значно ширша від одного надкрила;
- на надкрилах точечні борозенки, передостання борозенка вкорочена і зливається з останньою борозенкою біля середини;
- в основній третині надкрила мають спільне неглибоке вдавлення;
- останній членик лапок помітно довший від першого;
- щиток із закругленою вершиною, густо вкритий точками;

яйця білого кольору, овальне, видовжене . Личинка біла, зовнішні ротові органи бурі, тіло С-подібне, безноге, усе вкрите короткими волосками, голова брунатна. Лялечка біла, блискуча, очі сірувато-бурі, на кінці черевця має два невеликі буруваті шипики, вершини яких стирчать назад, а кінці вигнуті один до одного.

## Спосіб життя
Зимує вишневий риніт на стадії личинки або імаго. Місця зимування — ґрунт, під корою дерев і в опалому листі. Перші активні жуки на поверхні з'являються рано навесні, коли набухають бруньки, їх помітно більшає із настанням цвітіння. Імаго зустрічаються до середини липня. У теплу погоду вони літають у кронах дерев, у похмуру прохолодну погоду сидять нерухомо у пазухах пагонів.

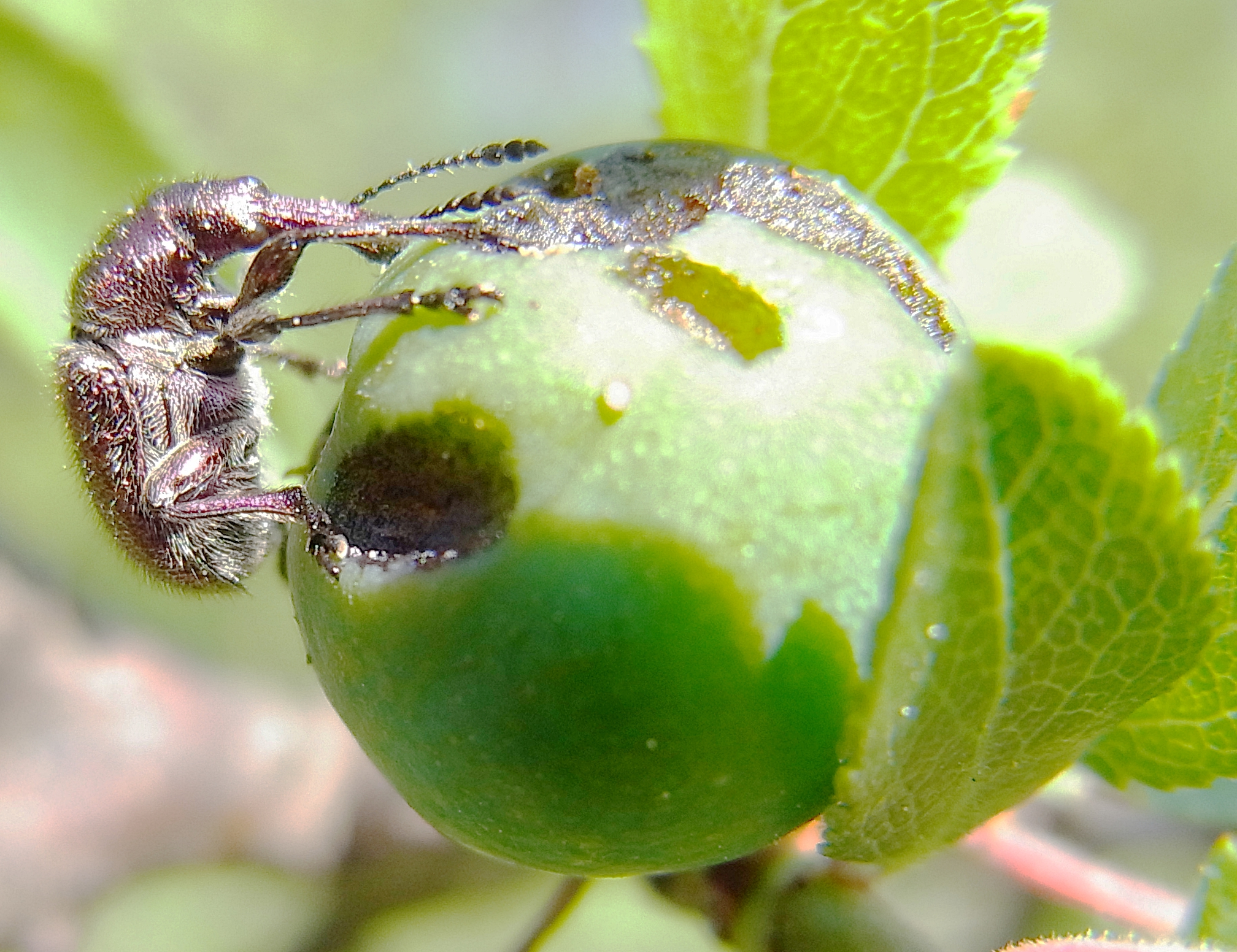
Самка вишневого ринхіта обгризає плід терну

Кормові рослини комах — деревні рослини з родини розові вишня, черешня, абрикос, слива, терен, інколи — яблуня, груша, глід.
Паруються жуки в першій та другій декадах травня. Самиці відкладають яйця, починаючи з середини травня і звичайно збігається із завершенням цвітіння кормових рослин. Триває яйцекладка до початку липня, поки кісточки плодів не стають твердими. У оплодні самиця вигризає округлий отвір, на його дні робить просторе заглиблення на поверхні кісточки і відкладає одне яйце. Навколо нього вона вигризає кільцеву канавку, недогризками з якої заповнює заглиблення над яйцем. Ця пориста пробка не дає каналу заростати і забезпечує доступ повітря до яйця й личинки. Плодючість самиці — до 150 яєць.
Личинка вилуплюється через 10–14 днів. Вона вгризається у кісточку і живиться її насіниною («ядром»). Личинка росте, линяє. Завершення її розвитку припадає на завершення достигання плоду. Він падає, личинка полишає його і заглиблюється у ґрунт. Тут, на глибині 10–15 см, вона облаштовує камеру із ущільненими стінками, де і заляльковується]]. Частина популяції заляльковується і до осені перетворюється на жуків, а частина лишається у стані діапаузи аж до осені наступного року. Отже, вишневий довгоносик має одно- і дворічну генерацію.

## Поширення
Вид поширений по всій Палеарктиці, за винятком її Півночі, Північної Африки та Середнього Сходу. В Україні зареєстрований в АР Крим і в 18 областях. Його не знаходили лише у Житомирській, Запорізькій, Кропивницькій, Миколаївській, Полтавській, Сумській, областях.

## Значення у природі та житті людини
Подібно до інших біологічних видів, вишневий ринхитид є невід'ємною ланкою природних екосистем, споживаючи рослинні тканини і стаючи здобиччю тварин — хижаків та паразитів. Однак у плодових садах жуки завдають чималої шкоди, особливо, коли їх чисельність і щільність досягає значних величин. Обтрушуючи дерева навесні, встановлюють чисельність жуків. Якщо вона завелика, із шкодочинністю жуків борються, оприскуючи дерева інсектицидами або вживаючи препарати бактерій та інсектицидних рослин.